# Pobøl
Pobøl, Påbøl (dansk) eller Pobüll (tysk) er en landsby beliggende beliggende nord for Solved på gesten (midtsletten) i Sydslesvig. Administrativt hører Pobøl under Solved Kommune i Nordfrislands kreds i den nordtyske delstat Slesvig-Holsten. I kirkelig henseende hører stedet under Fjolde Sogn. Sognet lå i Nørre Gøs Herred (Flensborg Amt, Sønderjylland), da området tilhørte Danmark.
Pobøl er første gang nævnt 1445. Forleddet er gen. af mandsnavn glda. Pā. Efterleddet er -bøl. På ældre dansk findes også formen Påbøl. I omegnen ligger landsbyerne og bebyggelser Pobølmark (Pobüllfeld), Kollundmark (Kollundfeld), Povlsgab (Paulsgabe) og Rubøl (Rupel). Midtvejs mellem Pobøl og Rubøl ligger det naturfredede skovområde Rubøl Skov (også Pobøl Bondeskov eller på tysk Pobüller Bauernwald). På vej mod Solved ligger Pobøl Mose (Pobüller Moor), som er første gang nævnt 1607. Mod Jørl findes engen Tordskær og skoven Tordskov.  